# Leu (Dolj)
Leu é uma comuna romena localizada no distrito de Dolj, na região de Oltênia. A comuna possui uma área de 94.07 km² e sua população era de 5145 habitantes segundo o censo de 2007.